# Lophopterys floribunda
Lophopterys floribunda é uma espécie de planta do gênero Lophopterys e da família Malpighiaceae. 

## Taxonomia
A espécie foi descrita em 2001 por Charles Cavender Davis e William Russell Anderson. 

## Forma de vida
É uma espécie terrícola e trepadeira. 

## Descrição
| Caule           | Caule                                            |
| --------------- | ------------------------------------------------ |
| estípula        | ausente/ou/vestigial inserida na base do pecíolo |
| Folha           |                                                  |
| folha           | oposta/ou ligeiramente oposta                    |
| Inflorescência  |                                                  |
| pedicelo        | castanho                                         |
| pedúnculo       | castanho a castanho escuro                       |
| pseudo-racemosa | com 25 a 100 flores ou mais                      |
| Flor            |                                                  |
| antera          | pilosa                                           |

## Conservação
A espécie faz parte da Lista Vermelha das espécies ameaçadas do estado do Espírito Santo, no sudeste do Brasil. A lista foi publicada em 13 de junho de 2005 por intermédio do decreto estadual nº 1.499-R. 

## Distribuição
A espécie é encontrada nos estados brasileiros de Amazonas, Amapá, Bahia, Espírito Santo, Minas Gerais e Pará. 
A espécie é encontrada nos  domínios fitogeográficos de Floresta Amazônica e Mata Atlântica, em regiões com vegetação de floresta de terra firme, floresta estacional semidecidual e floresta ombrófila pluvial.